# Варіювання (музика)
Варіюва́ння — змінення головної музичної теми різними переходами, однак утримуючи основну мелодію; прийом композиції, що полягає у повторенні викладеного раніше матеріалу зі змінами. Це один з найдавніших способів розвитку музичного матеріалу, який часто зустрічається у народно-пісенних жанрах, які спираються на імпровізаційність. Варіювання широко зустрічається у музичних творах різних жанрів — від невеликих камерних вокальних та інструментальних до оперних та симфонічних.